# 布美红军标语
布美红军标语，位于中国广东省梅州市五华县郭田镇布美，为梅州市五华县的一个级文物保护单位，类型为近现代重要史迹及代表性建筑，公布时间为1984年1月。
布美红军标语的历史年代为1930。